# John Brownlee
John Brownlee (Geelong, Victòria, 7 de gener de 1900 - Nova York, 10 de gener de 1969) va ser un baríton australià.
Molt jove, va acompanyar Dame Nellie Melba en les seves gires internacionals. La temporada 1930-1931 va cantar Thaïs de Jules Massenet al Liceu de Barcelona. Va ser el principal baríton a la Metropolitan Opera de Nova York en el període 1937 a 1958. Fou famós per la seva interpretació del paper protagonista de l'òpera Don Giovanni.
Després de la seva mort el 1969, es posà en marxa una beca australiana que portava el seu nom.